# 妙泉寺 (木更津市)
妙泉寺（みょうせんじ）は、千葉県木更津市真里谷にある曹洞宗の寺院である。山号は大倉山。

## 歴史
この寺は、鎌倉時代後期の正安年間（1299年 - 1302年）継巌永胤の開山により創建されたと伝えられ、戦国時代上総国真里谷城主武田信隆によって中興された。江戸時代には江戸幕府から朱印状を与えられていた。

## 文化財
- 千葉県指定文化財
  - 梵鐘（長禄三年在銘）

## 所在地
- 千葉県木更津市真里谷1760